# 加藤武雄
加藤 武雄（かとう たけお、1888年〈明治21年〉5月3日 - 1956年〈昭和31年〉9月1日）は、大正・昭和期の小説家。号は冬海。

## 来歴
神奈川県津久井郡川尻村（現・相模原市緑区）生まれ。高等小学校卒。川尻尋常小学校（現・相模原市立川尻小学校）で訓導（準教員）を務める。親戚に八木重吉がおり、川尻尋常小学校では教え子でもあった。
投書家として次第に名を知られ、明治時代末から佐藤義亮に接近。1911年、新潮社に入社し編集者となり、『文章倶楽部』などを編集。1919年、農村を描いた自然主義的な短編集『郷愁』で作家として認められる。1922年－1923年の『久遠の像』以後、通俗小説、少女小説の書き手となり、大正末から昭和初期にかけて、中村武羅夫、三上於菟吉と並び称せられる通俗小説家として一世を風靡し、三人あわせての『長編三人全集』が刊行された。戦時下には戦意高揚小説を書き、戦後はやはり通俗小説を量産した。
また、八木重吉の2冊の詩集（『秋の瞳』『貧しき信徒』）の刊行を助力し、巻頭言や序文を執筆した。
晩年は有馬頼義に「長い間書いてきた私の大衆小説は、消える。もう一つだけでも、後世に残るような作品を書いてから死にたい」と語っていたが志を果たすことなく、1956年9月1日に脳出血のため東京都世田谷区成城の自宅で死去。享年68。戒名は浄智院久遠冬海居士。墓所は多磨霊園。
津久井湖（城山ダム・城山大橋）方面から国道413号の都井沢交差点を左折し直進した先にある、城山発電所の構内を抜けて坂道を登り城山湖畔に向かう途中に加藤の文学碑がある。この文学碑は女婿の丹下健三が設計した。

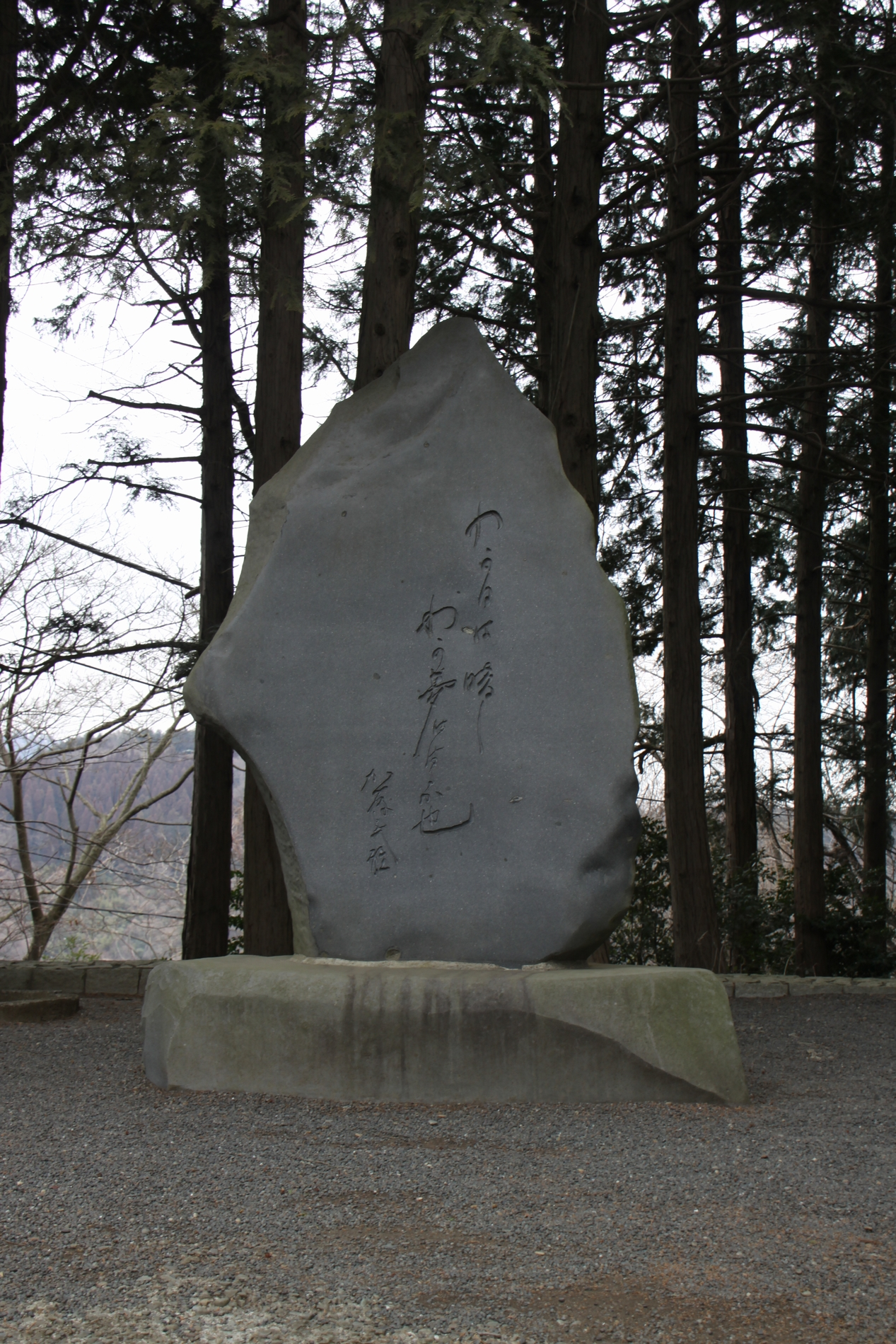
文学碑

門人に佐藤愛子がいる。

## 著書
- 郷愁 新潮社, 1919
- 夢みる日 新潮社, 1920
- 悩ましき春 新潮社, 1921
- 處女の死 新潮社
- 彼女の恋人 金星堂, 1922
- 幸福の国へ 新潮社
- 久遠の像
- 感謝 新潮社, 1924
- 都会へ 新潮社
- 東京の顔 新潮社
- 廃園の花 サクラヤ書店
- 祭の夜の出来事 玄洋社
- 煉獄の火 大阪屋号書店
- 矢車草 寳文館
- わが小畫板 新潮社 (感想小品叢書)
- 珠を抛つ 新潮社, 1925
- 土を離れて 新潮社
- 夜曲 新潮社
- 春の幻 寳文館
- 彼女の貞操 交蘭社, 1926
- 君よ知るや南の国 大日本雄弁会
- 審判 大日本雄弁会
- 明治大正文学の輪郭 新潮社 (文芸入門叢書)
- 農民文芸の研究 犬田卯共編 春陽堂 (農民文芸叢書)
- 愛の道 新潮社
- 狂想曲 実業之日本社, 1927
- 愛染草 大日本雄辯會
- 華鬘 大日本雄弁会講談社, 1928
- 饗宴 新潮社, 1929
- 昨日の薔薇 新潮社, 1930
- 長篇三人全集 28巻 新潮社, 1930－32
- 海に立つ虹 大日本雄辯會講談社, 1931
- 砧村随筆 玉川学園出版部, 1932 (玉川文庫)
- 文芸随筆 玉川学園出版部, 1932 (玉川文庫)
- 郊外通信 健文社, 1935
- 八犬伝物語 新潮文庫, 1937
- 吹けよ春風 大日本雄辯會講談社, 1938
- 合歓の並木・愛の山河 非凡閣, 1939 (新作大衆小説全集)
- 加藤武雄短篇選集 全4巻 大都書房, 1940
- 二宮尊徳 新潮社, 1941 (土の偉人叢書)
- 愛国物語 新潮社, 1941 (新日本少年少女文庫)
- 国難 大日本雄弁会講談社
- 祖国・春の跫音 非凡閣 (新作大衆小説全集)
- 国民文学の構想 聖紀書房, 1942
- 神の娘 河北書房
- 日本の母 新正堂
- 輝く海軍 博文館
- 愛の灯 蒼生社
- 母なる大地 文林堂双魚房
- 女も戦ふ 淡海堂出版部
- 海の英雄 博文館
- 我が血我が土 海南書房, 1943
- 緑の樹蔭 非凡閣 (新作大衆小説全集)
- ふるさと人 昭和出版社
- 少女と教養 淡海堂出版
- 清水冠者義高 紀元社, 1944
- 日本人間美 白林書房
- 豊臣秀吉 講談社, 1942-44
- 饒河の少年隊 偕成社
- 襖の文字 文学社, 1946
- 小説の作り方 大泉書店, 1947
- 母の顔 艸文社
- 叛逆 吐風書房
- 愛の系譜 近代出版社
- 母よ歎く勿れ 松竹出版部
- 燦めく星座 青踏社
- あらしの曙 偕成社, 1948
- 名曲ひばりの歌 梧桐書院
- 山路越えて 川崎出版社
- 女性の陣 日京書院
- 新粧 湊書房, 1948
- 緑の地平 東方社, 1948
- 珠は砕けず 梧桐書院, 1948
- 女のいのち 梧桐書院, 1948
- 黄昏の都会 鷺ノ宮書房, 1948
- 愛は星の如く 梧桐書院, 1948
- 女は哀し 大和書房, 1948
- 木枯吹けど 偕成社, 1949
- 深山の乙女 大泉書店
- 加藤武雄長篇選集 1－4 東方社, 1949－50
- 手紙の書き方 相田隆太郎共著 大泉書店, 1949
- 愛の海峡 湊書房, 1949
- 我が日我が夢 大衆文芸社, 1949
- 地獄の聖歌 京北書房, 1949
- 南の恋風 東方社, 1953
- 美しき結婚 東方社, 1953
- 星は乱れ飛ぶ 東方社, 1954
- 悲しき勝利 東方社, 1954
- 銀の征矢 東方社, 1954
- 新たけくらべ 東方社, 1954
- 火の翼 東方社, 1955
- 薔薇散りぬ 東方社, 1955
- 春雷 東方社, 1956
- 大衆文学大系 17 佐藤紅緑,中村武羅夫,加藤武雄 講談社, 1972